# Szőcs
A Szőcs régi magyar családnév. A Szűcs családnév főleg Erdélyben elterjedt változata. Eredetileg foglalkozásnév volt, jelentése: ruházkodásra alkalmas bőrök kikészítésével, szabásával és varrásával foglalkozó mesterember.

## Híres Szőcs nevű személyek
- Szőcs Áron (1879–1956) magyar lakatos, polgármester
- Szőcs Emőke (1985) romániai magyar sílövő, olimpikon
- Szőcs Géza (1870–?) irodalomtörténész, közíró
- Szőcs Géza (1953–2020) erdélyi magyar költő, politikus
- Szőcs Géza (1967) grafikus
- Szőcs Géza Mihály (1937–2024) természettudományi szakíró
- Szőcs János (1933) labdarúgó, edző
- Szőcs János (1937) történész, muzeológus, szakíró
- Szőcs Réka (1989) válogatott magyar labdarúgó, kapus